# Lasioglossum plasunicum
Lasioglossum plasunicum là một loài Hymenoptera trong họ Halictidae. Loài này được Blüthgen mô tả khoa học năm 1926.